# STS-8
La mission STS-8 est la huitième mission de la navette spatiale américaine et le troisième vol de l'orbiteur Challenger. Elle est lancée de nuit le 30 août 1983 et atterrit le 5 septembre, de nuit également (premier des 26 atterrissages de nuit de la carrière de la navette). Cette mission est également celle emportant le premier astronaute afro-américain, Guion Bluford. La mission parvient à atteindre tous ses objectifs de recherche planifiés, mais fut marquée par la découverte subséquente qu'un des deux accélérateurs latéraux à poudre (boosters, ou SRB) avait connu une défaillance majeure qui aurait pu s'avérer catastrophique pendant le lancement.
La charge principale de la mission était INSAT-1B, un satellite indien de communications et d'observation météorologique, qui fut libéré par l'orbiteur pour se placer sur une orbite géostationnaire. La charge utile secondaire, en remplacement d'un satellite de communications de la NASA qui avait pris du retard, était une charge utile fictive de quatre tonnes, destinée à tester l'utilisation du système de manipulation à distance « Canadarm » de la navette. Des expériences scientifiques menées à bord de Challenger incluaient les tests environnementaux de nouveaux matériels et matériaux conçus pour les futurs engins spatiaux, l'étude de matériaux biologiques dans les champs électriques sous microgravité et la recherche sur le syndrome d'adaptation spatiale (également appelé « mal de l'espace »). Le vol servit également de test d'endurance (shakedown) pour le satellite TDRS-1 précédemment lancé, qui était nécessaire pour soutenir la mission STS-9 suivante.

## Équipage
- Commandant : Richard H. Truly (2)  États-Unis ;
- Pilote : Daniel C. Brandenstein (1)  États-Unis ;
- Spécialiste de mission no 1 : Dale A. Gardner (1)  États-Unis ;
- Spécialiste de mission no 2 : Guion Bluford (1)  États-Unis ;
- Spécialiste de mission no 3 : William E. Thornton (1)  États-Unis.

## Équipage de réserve
- Commandant : John E. Blaha (0)  États-Unis ;
- Pilote : Mary Louise Cleave (0)  États-Unis ;
- Spécialiste de mission 1 : Jeffrey A. Hoffman (0)  États-Unis ;
- Spécialiste de mission 2 : William F. Fischer (0)  États-Unis.

Le chiffre entre parenthèses indique le nombre de vols spatiaux effectués par l'astronaute au moment de la mission.

## Paramètres de la mission
- Masse :
  - Navette au décollage : 110 105 kg ;
  - Navette à l'atterrissage : 92 506 kg ;
  - Chargement : 13 642 kg.
- Périgée : 306 km ;
- Apogée : 313 km ;
- Inclinaison : 28.5° ;
- Période : 90,7 min.

## Objectifs
Cette mission avait un équipage de cinq personnes, avec trois spécialistes de mission. Elle fut la deuxième mission (après STS-7) à voler avec un équipage de cinq personnes, le plus grand transporté par un seul vaisseau spatial jusqu'à cette date. L'équipage était historiquement remarquable pour la participation de Guion « Guy » Bluford, qui devint le premier Afro-américain à voler dans l'espace. Le commandant Truly était le seul astronaute vétéran de l'équipage, ayant été pilote sur STS-2, en 1981, et pour deux des essais d'approche et d'atterrissage à bord d'Enterprise, en 1977. Avant cela, il avait travaillé comme contrôleur de vol (« Capcom ») pour les trois missions Skylab et la mission Apollo-Soyouz. Brandenstein, Gardner et Bluford avaient tous été recrutés en 1978 et s'entraînaient pour une mission depuis 1979. La mission avait initialement été prévue pour un équipage de quatre personnes, mais Thornton fut ajouté à l'équipage en tant que spécialiste de la troisième mission en décembre 1982, huit mois après la formation de l'équipage initial. Comme c'était le cas pour Truly, il était une recrue de l'époque Apollo, après avoir rejoint la NASA en 1967. Sa participation à la mission comprenait une série de tests visant à recueillir des informations sur les changements physiologiques liés au syndrome d'adaptation spatiale, plus communément appelé « mal de l'espace »; Celui-ci était devenu une source d'attention particulière pour la NASA, ses astronautes y succombant fréquemment pendant les missions de la navette.
L'orbiteur emportait deux unités de manœuvres personnelles EMU (pour « Extravehicular Mobility Unit » : des scaphandres pour effectuer des sorties dans l'espace) pour utilisation en cas d'une sortie spatiale urgente. Si nécessaire, ils auraient été utilisés par Truly et Gardner.

## Déroulement du vol
Un premier plan de la mission STS-8, publié en avril 1982, prévoyait la mission pour juillet 1983. Il s'agissait alors d'une mission de trois jours avec quatre membres d'équipage, qui lancerait INSAT-1-B, un satellite indien, et TDRS-B, un satellite relais de communications de la NASA. Toutefois, à la suite de problèmes liés à l'Inertial Upper Stage (IUS) utilisé pour déployer TDRS-A pendant la mission STS-6, il fut annoncé en mai 1983 que le TDRS ne serait pas lancé. Il fut alors remplacé par le dispositif de tests en vol des charges utiles (Payload Flight Test Article, ou PFTA). Après la révision complète de l'IUS, le satellite TDRS-B fut finalement représenté pour être expédié avec la mission STS-51-L. Également effectuée par la navette Challenger, il a été perdu en même temps que le vaisseau et son équipage pendant l'explosion tragique de janvier 1986.
L'élément principal de la charge utile de la mission STS-8 était INSAT-1B. C'était le deuxième d'une série de satellites météorologiques et de communications polyvalents à être exploité par l'agence spatiale indienne (ISRO); Le premier, INSAT-1A, avait été lancé par une fusée Delta en avril 1982, mais il dut être arrêté peu de temps après en raison d'une panne du système de contrôle par réaction qui l'équipait. Le satellite fut transporté à l'arrière de la soute de la navette puis replacé sur une orbite de transfert géostationnaire par un module d'assistance à propergol solide (le Payload Assist Module, ou PAM-D), après sa libération par l'orbiteur. Le satellite, avec son étage supérieur, avait une masse totale de 3 377 kg, le berceau ajoutant 1 102 kg supplémentaires, et avait coûté environ 50 millions de dollars.
Le dispositif de tests en vol des charges charges utiles (PFTA) devait être lancé en juin 1984 sur la mission STS-16, d'après le manifeste d'avril 1982, mais en mai 1983, il fut présenté pour la mission STS-11. Ce mois-là, lorsque les missions TDRS avaient été retardées, il fut présenté pour la mission STS-8, permettant de combler le trou dans le manifeste. Il s'agissait d'une structure en aluminium ressemblant à deux roues avec un axe central de six mètres de longueur, lestée avec du plomb pour lui donner une masse totale de 3 855 kg, qui pourrait être soulevée par le système de manipulation à distance « Canadarm » et déplacé autour pour aider les astronautes à acquérir de l'expérience dans l'utilisation du système. Il était stocké dans la partie médiane de la soute de la navette.
L'orbiteur emportait également en soute la palette DFI (Development Flight Instrumentation). Elle avait déjà été utilisée sur Columbia pour transporter des équipements de tests. La palette n'emportait aucune instrumentation de vol, mais a fut utilisée pour monter deux expériences. La première étudiait l'interaction de l'oxygène atomique ambiant avec les matériaux structurels de l'orbiteur et de la charge utile, tandis que la seconde testait la performance d'un caloduc destiné à être utilisé dans les systèmes de rejet de chaleur des engins spatiaux futurs.
Quatre charges utiles liées au programme Getaway Special de la NASA étaient également emportées. Une de ces expériences étudiait les effets des rayons cosmiques sur les équipements électroniques. La deuxième étudiait l'effet de l'environnement gazeux autour de l'orbiteur en utilisant des mesures d'absorption du rayonnement ultraviolet, un système précurseur de l'équipement ultraviolet qui était alors en cours de conception pour le module Spacelab 2 (qui fut lui-aussi perdu pendant l'explosion de Challenger de 1986). La troisième expérience, parrainée par le quotidien national japonais Asahi Shinbun, tentait d'utiliser de la vapeur d'eau dans deux réservoirs pour créer des cristaux de glace. Il s'agissait en fait de la deuxième tentative d'une expérience déjà embarquée par la mission STS-6, qui avait dû être repensée car l'eau contenue dans les deux réservoirs avait complètement gelé. La quatrième et dernière expérience était similaire à une expérience menée pendant la mission STS-3, et devait étudier les niveaux ambiants d'oxygène atomique en mesurant à quelle vitesse avaient été oxydées des plaques de carbone et d'osmium.
Enfin, en coopération avec le service postal des États-Unis (United States Postal Service, ou USPS), la mission emporta 260 000 couvertures postales avec des timbres-poste express de 9,35 $, qui devaient ensuite être vendus aux collectionneurs, les bénéfices des ventes étant alors divisés entre l'USPS et la NASA. Deux boites de stockage étaient accrochées à la palette DFI, et une partie du chargement était installée dans six des conteneurs de la palette Getaway Special .
Un certain nombre d'autres expériences devaient être effectuées dans le compartiment de l'équipage de l'orbiteur. Parmi celles-ci se trouvait le système d'électrophorèse en flux continu (Continuous Flow Electrophoresis System), alors mis en œuvre pour la quatrième fois. Il séparait des solutions de matériaux biologiques en faisant passer des champs électriques à travers ceux-ci. L'expérience visait à soutenir la recherche sur les traitements contre le diabète. Une petite cage à animaux était également transportée, contenant six rats. Aucune expérimentation animale ne fut effectuée pendant ce vol, mais un projet d'implication d'étudiants était prévu pour une mission ultérieure qui utiliserait la cage, et la NASA voulait s'assurer qu'elle avait été déjà testée en vol. Le projet d'implication des étudiants mené sur STS-8 impliquait William Thornton, utilisant des techniques de rétroaction biologique pour essayer de déterminer si elles fonctionnaient également en microgravité. Une expérience de photographie devait tenter d'étudier le spectre d'une lueur atmosphérique lumineuse qui avait été signalée autour de l'orbiteur et de déterminer comment cela interagissait avec les impulsions du système de contrôle par réaction. 
La mission prévoyait également de réaliser une série de tests avec le satellite TDRS-1, qui avait été déployé lors de la mission STS-6, pour s'assurer que le système était pleinement opérationnel avant d'être utilisé pour soutenir le programme Spacelab 1 sur le vol de la mission STS-9. L'orbiteur emporta en outre des équipements pour permettre des transmissions cryptées, pour être testé en vue d'être utilisé dans de futures missions classifiées.